# Rodrigo Posso
Rodrigo Posso, de son nom complet Rodrigo Posso Moreno est un footballeur brésilien né le 16 avril 1976 à Moreira Sales,.